# L'ultimo cavaliere (romanzo Terry Brooks)
L'ultimo cavaliere (il titolo originale in inglese è Bearers of the Black Staff) è il primo libro della duologia Le leggende di Shannara scritto da Terry Brooks. Il romanzo riparte 500 anni dopo le vicende de L'esercito dei demoni, quando Falco si tramuta in nebbia per proteggere gli abitanti della valle da un attacco di missili nucleari.
(Terry Brooks, L'ultimo cavaliere)

## Trama
Sono passati 500 anni da quando Falco si è tramutato in nebbia per difendere gli abitanti della valle dai missili nucleari lanciati da un ex-soldato, ormai folle. Tutte le razze vivono in armonia tra loro, anche se non si è mai arrivati a un'unità capace di concretizzare al meglio gli sforzi dei Cavalieri del Verbo, per preservare meglio la pace tra le diverse razze. La barriera protettiva di Falco persiste ancora, anche se per poco tempo.
L'ultimo Cavaliere del Verbo rimasto, Sider Ament, si accorge della morte di due Cercatori di Piste, Bayleen e Rausha, uccisi da una creatura spaventosa non esistente nella valle. L'unica spiegazione plausibile è che la creatura sia entrata dall'esterno. Con un misto tra preoccupazione e orrore, si rende conto che la barriera protettiva è caduta e che è necessario prepararsi al peggio.
Incarica, quindi, due giovani Cercatori di Piste, Panterra Qu e Prue Liss, di avvertire le città più vicine, iniziando da Bosco di Glensk. Qui, un gruppo di Uomini con a capo Skeal Eile, detto il Serafico, ha formato una setta che va sotto il nome di "Figli del Falco". La loro convinzione fondamentale è che, un giorno, Falco avrebbe fatto ritorno così come era scomparso nel nulla. La loro dottrina, dunque, impediva loro di accettare qualsiasi spiegazione della scomparsa delle barriere che non fosse collegata al ritorno dello stesso. Mentre lui va a cercare l'ultimo Agenahl riuscito a scappare (una creatura che aveva attaccato lui e i giovani Cercatori di Piste), Panterra Qu e Prue Liss decidono di fare rapporto al capo dei Cercatori di Piste di Bosco di Glensk, Trow Ravenlock, nella speranza che possa convincere Skeal Eile a concedere loro udienza al Consiglio. Quest'ultimo non crede però agli avvertimenti dei due giovani e li costringe alla fuga, dato che le loro affermazioni contrastavano i principi della setta.
Sider Ament penetra all'esterno della valle, nel tentativo di raggiungere la creatura che non era riuscito ad uccidere. Qui, gli viene tesa un'imboscata e viene attaccato dall'Agenahl rimasto nascosto. Proprio quando la creatura sta per sferrare il suo attacco fatale, viene salvato da un uomo. Quest'ultimo rivela di chiamarsi Deladion Inch, un mercenario, e di aver vissuto nel mondo esterno tutta la vita. Dopo aver informato l'Uomo Grigio degli avvenimenti successivi alle Grandi Guerre fomentate dai demoni, gli consegna un dispositivo metallico con un bottone. Gli sarebbe bastato premerlo e lui sarebbe corso in suo aiuto. I due si salutano con la promessa di rincontrarsi.
Panterra Qu e Prue Liss, ormai fuggitivi, si recano da Tasha e Tenerife Orullian, elfi loro amici. Questi credono alle parole dei due, e si convincono di dover fare qualcosa al più presto. I quattro decidono di fare rapporto al re degli elfi, Oparion Amarantyne. La situazione è molto cambiata da quando il re si è risposato con Isoeld Severine. La figlia di Oparion, Phryne Amarantyne, è amica dei fratelli Orullian, ed è da quest'ultima che si recano per avvertirla degli ultimi eventi. I cinque partono alla volta del Passo di Aphalion, per controllare lo stato delle barriere protettive. Durante un cammino, hanno un incontro ravvicinato con un drago, il che fa capire agli elfi e ai due umani che nuove creature provenienti dal mondo esterno stanno penetrando nella valle. Pochi minuti dopo, notano un piccolo falò in mezzo al bosco e, incuriositi da quali creature potessero aver fatto qualcosa del genere, Panterra e Prue si incamminano per scoprire nuove informazioni. Arrivati a destinazione, vengono attaccati all'improvviso, senza che abbiano possibilità di difendersi.
Sider torna alla valle e si incontra con Aislinne Kray, moglie del capo del Consiglio di Bosco di Glensk Pogue Kray. Ricordando la loro infanzia da piccoli e l'amore che prova nei suoi confronti, le promette di proteggere Panterra e Prue a qualsiasi costo. Nel frattempo, i due sono prigionieri di una tribù di Troll, i Drouj. Il loro capo, Taureq Siq, è un troll senza scrupoli che, interrogando i due, si convince del fatto che la valle in cui abitano è il luogo perfetto per una tribù nomade come la loro. Vorrebbe quindi conquistarla, nonostante i tentativi di Panterra di convincerlo del contrario. Alla fine, grazie all'aiuto di un altro troll che si dichiara loro parente, Arik Sarn, convince Taureq a presidiare un incontro tra la sua razza e gli abitanti della valle. Il troll libera Panterra per avvertire i capi dell'incontro, ma lascia prigioniera Prue per costringerlo a mantenere fede alla sua parola. Arik Sarn, conquistata la fiducia del Cercatore, parte con lui diretto alla Terra degli Elfi.
Phryne Amarantyne, tornata a casa dopo l'avventura nella valle, riceve un invito da parte di sua nonna, e decide di andare a farle visita. A nessuna delle due piace Isoeld, la seconda moglie del re, anche se Phryne si sta lentamente convincendo del contrario, dopo aver avuto un colloquio con la stessa. La nonna le fa riaprire nuovamente gli occhi, e Phryne riesce a scoprire Isoeld e il primo ministro Teonette insieme, la prova definitiva del suo tradimento. Il Serafico Skeal Eile, aiutato da Bonnasaint, prepara un piano per ampliare il suo potere ed estenderlo fino a influenzare le zone degli Elfi, coadiuvato dalla seconda moglie del re, Isoeld Severine. Ella vuole diventare regina, e, dettata dalla sua abilità manipolatrice, si lascia convincere da Skeal Eile del bisogno di uccidere Oparion Amarantyne e far ricadere la colpa sulla figlia stessa. Intanto, Sider Ament fa ritorno a Bosco di Glensk e, una volta organizzate le difese dei passi di Declan e Aphalion contro l'esercito di Troll che minaccia seriamente l'intera valle, giura a Panterra di liberare Prue Liss da Taureq Siq e dai terribili cani Skaith, a patto che quest'ultimo si fosse impegnato ad organizzare un muro di barriera difensiva contro i troll.
Dopo due giorni, Phryne riceve un altro invito di sua nonna e, recandosi all'appuntamento, le spiega che nulla sarà come prima e che è necessario difendersi con tutte le forze. Per questo motivo, decide di affidare alla nipote le Pietre Magiche, che nascondeva segretamente in casa sua. La principessa è impaurita all'idea di dover usare di nuovo dopo tanto tempo la magia, ma grazie ai consigli e agli insegnamenti di sua nonna che aveva imparato a usarle precedentemente, capisce il loro uso e il loro enorme bisogno.
Sider scopre che Arik Sarn è, in realtà, il figlio di Taureq Siq (il suo vero nome è Arik Siq) ed è un infiltrato dei troll nelle file degli elfi. Una volta conquistata la fiducia di Panterra Qu, è riuscito a convincerlo a portarlo con sé nella valle per studiare i luoghi e avvertire la sua tribù. Sider Ament è costretto a tornare indietro, iniziando la ricerca di Arik Siq ricongiuntosi nel frattempo con i Drouj. Rintraccia Deladion Inch grazie al dispositivo metallico donatogli da lui in precedenza, e gli affida il compito di liberare Prue dall'accampamento nemico. Grazie a un ingegnoso trucco, con la collaborazione di Prue, riesce a liberarla dalle catene e a iniziare la fuga a bordo del suo veicolo. I Troll, tuttavia, hanno scoperto l'utilizzo di un particolare veleno che corrompe anche i materiali più resistenti, e cosparso il blindato della sostanza, esplode sotto gli occhi di Prue e Deladion. I due sono feriti, ma riescono a salvarsi. Ciononostante, sono rintracciati dagli Skaith e ingaggiano una violenta lotta nella quale Deladion Inch decide di farsi esplodere insieme ai troll e ai cani Skaith per permettere a Prue di scappare definitivamente.
Ad Arborlon, il piano di Skeal Eile e Isoeld viene messo in atto: Oparion Amarantyne viene ucciso e la colpa fatta ricadere su Phryne. La lotta infuria nei passi di Declan e Aphalion. Il contingente di troll messo a disposizione da Taureq Siq è troppo grande per poter essere sconfitto o ricacciato. Nemmeno l'intervento ritardatario di Sider Ament riesce a migliorare la situazione. Il Cavaliere del Verbo è colpito a morte da Arik Siq, che gli spara tre colpi di cerbottana pieni di veleno. Panterra è miracolosamente sopravvissuto all'assedio, e trova Sider, ormai moribondo, disteso a terra. L'Uomo Grigio, con le ultime forze rimastegli, incoraggia Panterra a continuare, consegnandogli il suo bastone. Panterra Qu è il nuovo Cavaliere del Verbo.

## Personaggi
- Sider Ament
- Panterra Qu
- Prue Liss
- Deladion Inch
- Pogue Kray
- Aislinne Kray
- Skeal Eile
- Trow Ravenlock
- Taureq Siq
- Grosha Siq
- Arik Siq
- Oparion Amarantyne
- Isoeld Seventine
- Phryne Amarantyne
- Tasha Orullian
- Tenerife Orullian

## Edizioni
- Terry Brooks, L'ultimo cavaliere, traduzione di Riccardo Valla,  p. 369, ISBN 978-88-04-60705-2.